# Johann Hedwig
Johann Hedwig (født 8. december 1730 i Kronstadt, Transsylvanien, død 18. februar 1799 i Leipzig) var en tysk læge og botaniker.
Hedwig studerede først medicin og nedsatte sig som læge i Chemnitz, senere i Leipzig. I 1786 fik han en midlertidig stilling som professor i medicin og 1789 en livstidsstilling som professor i botanik ved universitetet i Leipzig. Hans botaniske studier gjaldt især sporeplanter, navnlig mosser, hvorom han skrev flere banebrydende værker.
Han indvalgtes 1790 som udenlandsk medlem af Vetenskapsakademien i Stockholm. Efter Hedwig er opkaldt mosslægten Hedwigia (Ehrh.) og det tyske, botaniske tidsskrift for kryptogamkundskab "Hedwigia". Autornavnet Hedw. kan bruges for Johann Hedwig sammen med et videnskabeligt artsnavn inden for botanikken. (Wikipedia-artikler der bruger autornavnet)